# 原広司
原 広司（原 廣司、はら ひろし、1936年9月9日 - 2025年1月3日）は、日本の建築家。位階は従四位。
東京大学名誉教授。日本建築学会賞作品賞・大賞、村野藤吾賞を受賞。世界初の連結超高層ビル梅田スカイビルや京都駅ビル、札幌ドームなどを設計したことで知られる。世界中の集落調査を基盤に、原広司+アトリエファイ建築研究所での設計活動を展開していた。

## 略歴
- 神奈川県川崎市生まれ[3]。太平洋戦争末期に長野県飯田市に疎開[4]。
- 1955年 長野県飯田高等学校卒業、東京大学入学[3]
- 1959年 東京大学工学部建築学科卒業
- 1961年 RAS設計同人設立
- 1964年 東京大学大学院数物系研究科建築学専攻博士課程修了（工学博士）[2]
- 1964年 東洋大学工学部建築学科助教授[2]
- 1969年 東京大学生産技術研究所助教授[2]
- 1982年 東京大学生産技術研究所教授
- 1997年 東京大学を定年退官し東京大学名誉教授の称号を得る[2]
- 2025年1月3日 老衰のため東京都内の病院で死去した[5][6]。88歳没。死没日付をもって従四位に叙され、瑞宝小綬章を追贈された[1]。

## 受賞歴
- 1983年 ラヴィレット公園（仏）国際設計競技 入選
- 1986年 LUMEN賞
- 1986年 日本建築学会賞 作品賞（田崎美術館）[7]
- 1988年 村野藤吾賞（ヤマトインターナショナル）[8]
- 1988年 サントリー学芸賞（空間＜機能から様相へ＞）[9]
- 1993年 日経BP技術賞 大賞（梅田スカイビル）[10]
- 2001年 ブルネル賞建築部門 激励賞（京都駅ビル）
- 2003年 日本建築学会作品選奨（札幌ドーム）
- 2003年 BCS賞（札幌ドーム）
- 2013年 日本建築学会大賞[11]

## 私生活
- 作家大江健三郎と友人[12]。
- 義弟に北川フラムがいる[13]。
- 北川フラムの姉・原若菜（多摩美術大学卒業）は妻でRAS設計同人勤務後、アトリエφ設立からの建築家パートナー。
- 東京大学大学院の原研究室からは、竹山聖、隈研吾をはじめ多くの著名な建築家を輩出した[14]。

## 作品
現況欄の○は現存、✕は現存せず、△は一部現存
| 年     | 名称                                 | 所在地             | 国・地域     | 現況 | 備考           |
| ------ | ------------------------------------ | ------------------ | ------------ | ---- | -------------- |
| 1967年 | 伊藤邸                               | 東京都三鷹市       | 日本         | ✕    |                |
| 1967年 | 佐倉市立下志津小学校（第一校舎）     | 千葉県佐倉市       | 日本         | ✕    |                |
| 1968年 | 慶松幼稚園                           | 東京都町田市       | 日本         | ✕    |                |
| 1968年 | 若林ハイホーム                       | 東京都世田谷区     | 日本         | ○    |                |
| 1972年 | 粟津潔邸                             | 神奈川県川崎市     | 日本         | ○    |                |
| 1974年 | 原邸（自邸）                         | 東京都町田市       | 日本         | ○    |                |
| 1976年 | 工藤山荘                             | 長野県軽井沢町     | 日本         | ○    |                |
| 1977年 | 倉垣邸                               | 東京都世田谷区     | 日本         | ○    |                |
| 1978年 | ニラム邸                             | 千葉県一宮町       | 日本         | ○    |                |
| 1979年 | 松欅堂                               | 愛知県豊田市       | 日本         | ○    |                |
| 1979年 | 秋田邸                               | 東京都練馬区       | 日本         | ○    |                |
| 1981年 | 末田美術館                           | 大分県由布市       | 日本         | ○    |                |
| 1981年 | 鶴川保育園                           | 東京都町田市       | 日本         | ○    |                |
| 1981年 | 森工房                               | 長野県坂城市       | 日本         | ○    |                |
| 1981年 | 横沢邸                               | 東京都杉並区       | 日本         | ○    |                |
| 1982年 | ヒルポートホテル                     | 東京都渋谷区       | 日本         | ✕    |                |
| 1982年 | 中塚別邸・夢舞台                     | 静岡県伊東市       | 日本         | ○    |                |
| 1983年 | 群馬・渋川駅前商店街83街区           | 群馬県渋川市       | 日本         | ○    |                |
| 1984年 | 秋田県営住宅新屋団地                 | 秋田県秋田市       | 日本         | ○    |                |
| 1985年 | 嶋邸                                 | 東京都武蔵野市     | 日本         | ○    |                |
| 1985年 | 那覇市立城西小学校                   | 沖縄県那覇市       | 日本         | ○    |                |
| 1986年 | 北川邸                               | 新潟県上越市       | 日本         | ○    |                |
| 1986年 | 田崎美術館                           | 長野県軽井沢町     | 日本         | ○    | 日本建築学会賞 |
| 1986年 | 小波蔵邸                             | 沖縄県宜野湾市     | 日本         | ○    |                |
| 1986年 | ヤマトインターナショナル東京本社ビル | 東京都大田区       | 日本         | ○    |                |
| 1987年 | 虔十公園林フォリストハウス           | 宮城県加美町       | 日本         | ✕    |                |
| 1987年 | 大沢屋茶室 游喜庵                    | 群馬県渋川市       | 日本         | ○    |                |
| 1988年 | 飯田市美術博物館                     | 長野県飯田市       | 日本         | ○    |                |
| 1989年 | ビーブ                               | 宮城県仙台市       | 日本         | ○    |                |
| 1990年 | 相鉄文化会館                         | 神奈川県横浜市     | 日本         | ○    |                |
| 1990年 | 武蔵野大学グリーンホール             | 東京都西東京市     | 日本         | ○    |                |
| 1990年 | つくば市立竹園西小学校               | 茨城県つくば市     | 日本         | ○    |                |
| 1991年 | 武蔵野大学附属幼稚園                 | 東京都西東京市     | 日本         | ○    |                |
| 1992年 | 上田商会ゲストルーム                 | 東京都渋谷区       | 日本         | ○    |                |
| 1992年 | 内子町立大瀬中学校                   | 愛媛県内子町       | 日本         | ○    |                |
| 1993年 | 梅田スカイビル                       | 大阪市北区         | 日本         | ○    |                |
| 1994年 | 中塚ハウス                           | 東京都中央区       | 日本         | ○    |                |
| 1995年 | 東京大学検見川セミナーハウス         | 千葉市花見川区     | 日本         | ○    |                |
| 1996年 | 国民宿舎丹沢ホーム                   | 神奈川県清川村     | 日本         | ○    |                |
| 1996年 | 新書館                               | 東京都文京区       | 日本         | ○    |                |
| 1997年 | 京都駅ビル                           | 京都市下京区       | 日本         | ○    |                |
| 1998年 | 宮城県図書館                         | 宮城県仙台市       | 日本         | ○    |                |
| 1998年 | 松本邸                               | 和歌山県那智勝浦町 | 日本         | ○    |                |
| 1998年 | 伊東邸                               | 長崎県雲仙市       | 日本         | ○    |                |
| 1998年 | たかき医院                           | 新潟県十日町市     | 日本         | ○    |                |
| 1999年 | 東京大学国際産学共同研究センター     | 東京都目黒区       | 日本         | ○    |                |
| 1999年 | 東京大学先端科学技術研究センター     | 東京都目黒区       | 日本         | ○    |                |
| 2000年 | 韮崎東ヶ丘病院 療養病棟              | 山梨県韮崎市       | 日本         | ○    |                |
| 2000年 | 広島市立基町高等学校                 | 広島市中区         | 日本         | ○    |                |
| 2001年 | 札幌ドーム                           | 北海道札幌市       | 日本         | ○    |                |
| 2001年 | 東京大学生産技術研究所               | 東京都目黒区       | 日本         | ○    |                |
| 2002年 | 折本邸                               | 愛媛県内子町       | 日本         | ○    |                |
| 2002年 | 飯田高羽合同庁舎                     | 長野県飯田市       | 日本         | ○    |                |
| 2003年 | 越後妻有交流館 キナーレ              | 新潟県十日町市     | 日本         | ○    |                |
| 2003年 | 実験住宅 モンテビデオ                | モンテビデオ       | ウルグアイ   | ✕    |                |
| 2005年 | 実験住宅 コルドバ                    | コルドバ           | アルゼンチン | ✕    |                |
| 2005年 | しもきた克雪ドーム                   | 青森県むつ市       | 日本         | ○    |                |
| 2007年 | 福島県立会津学鳳中学校・高等学校     | 福島県会津若松市   | 日本         | ○    |                |
| 2007年 | 夢舞台アネックス・紅傳工房           | 静岡県伊東市       | 日本         | ○    |                |
| 2010年 | 恵比寿のオフィス                     | 東京都渋谷区       | 日本         | ○    |                |
| 2010年 | 惠友遠見?公大樓                      | 新竹県竹北市       | 台湾         | ○    |                |
| 2010年 | 実験住宅 ラパス                      | ラパス             | ボリビア     | ✕    |                |
| 2016年 | みなと交流センター                   | 愛媛県今治市       | 日本         | ○    |                |
| 2017年 | 慶松幼稚園                           | 東京都町田市       | 日本         | ○    |                |
| 2018年 | eggg Cafe                            | 東京都小平市       | 日本         | ○    |                |
| 2020年 | TSURU-1                              | 東京都新宿区       |              |      |                |
| 2022年 | eggg Park                            | 東京都小平市       |              |      |                |
| 2024年 | W-gates Tower                        | 東京都品川区       |              |      |                |

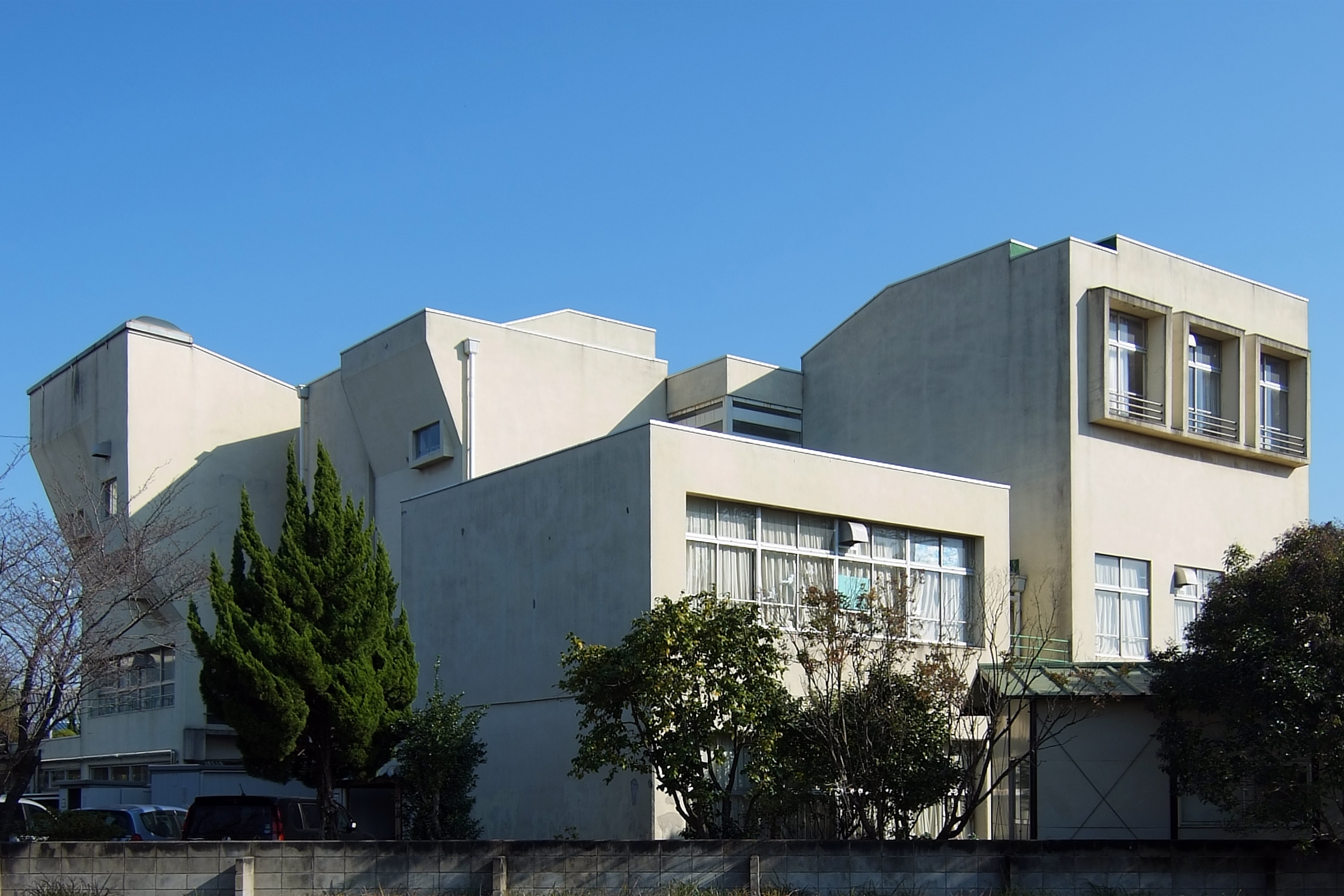
佐倉市立下志津小学校（第一校舎）
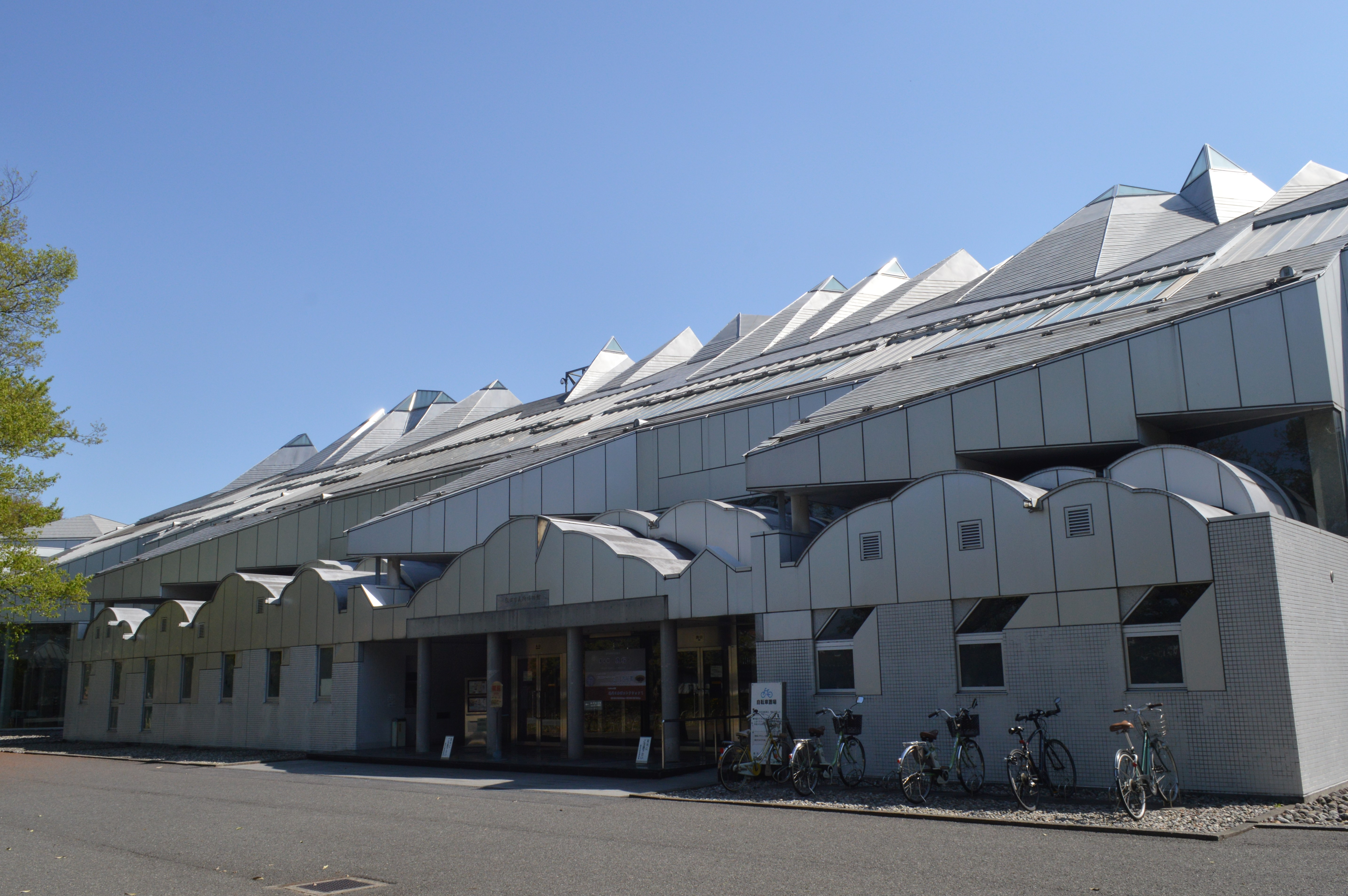
飯田市美術博物館
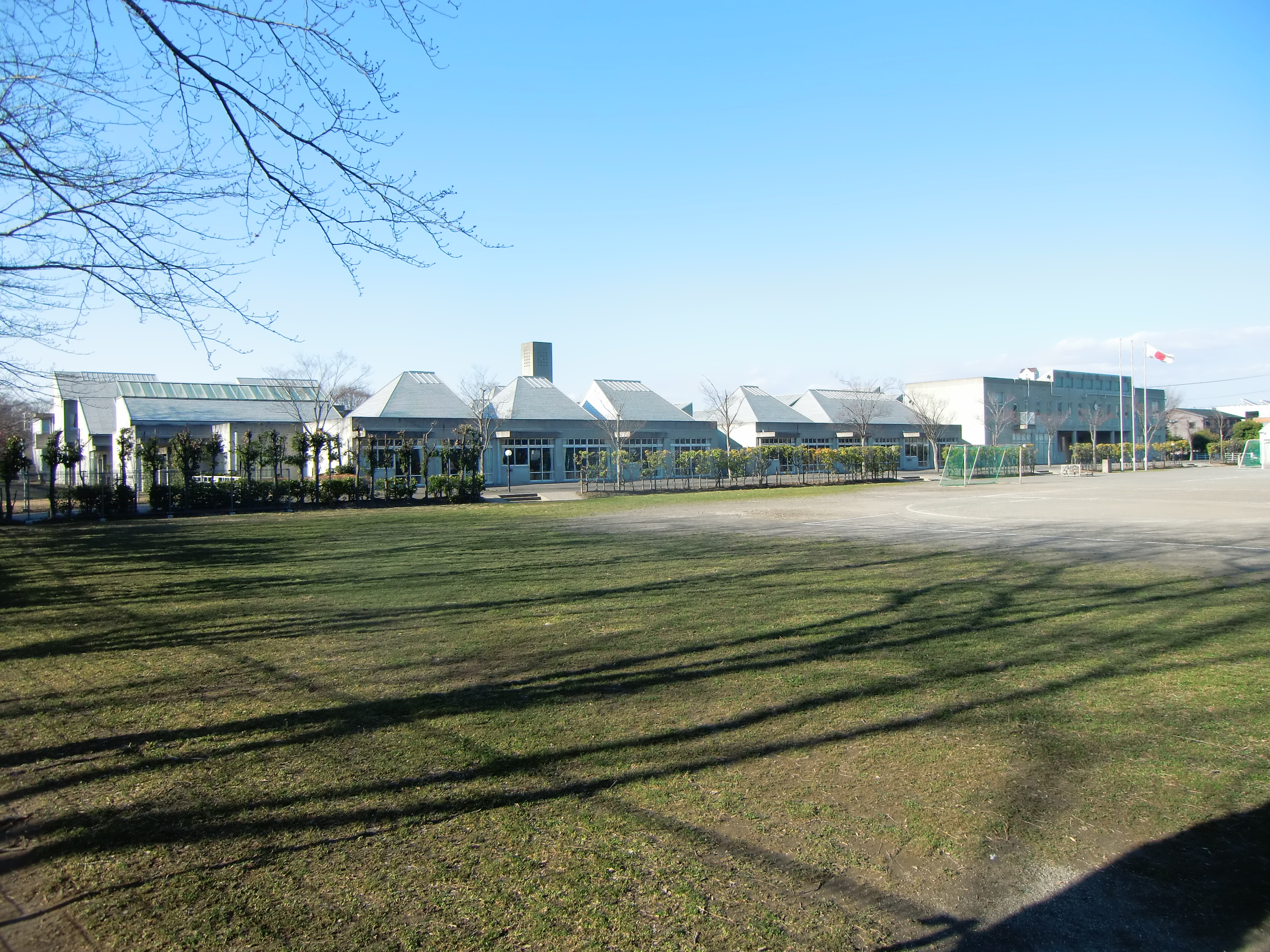
つくば市立竹園西小学校
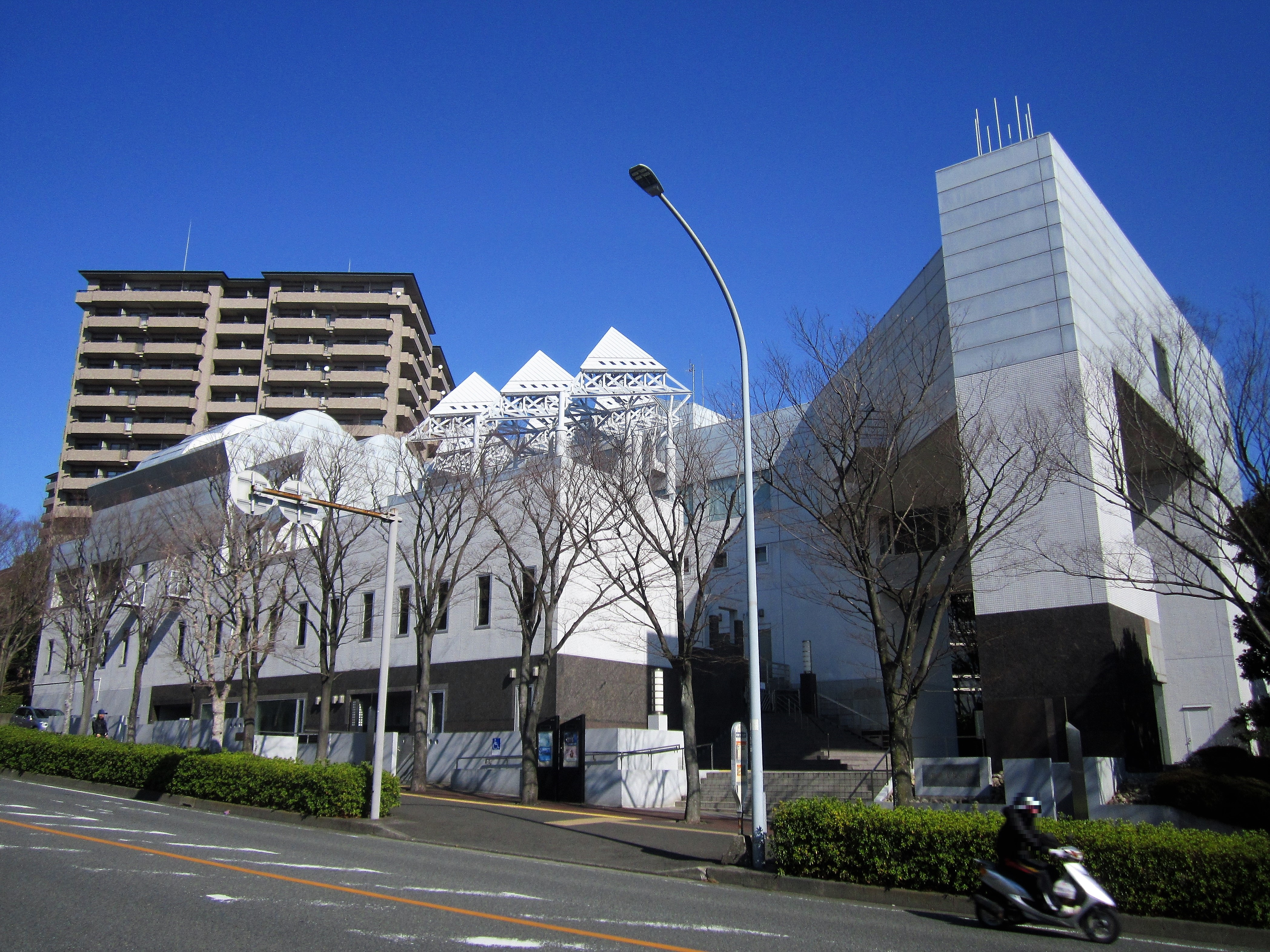
相鉄文化会館（2代目）
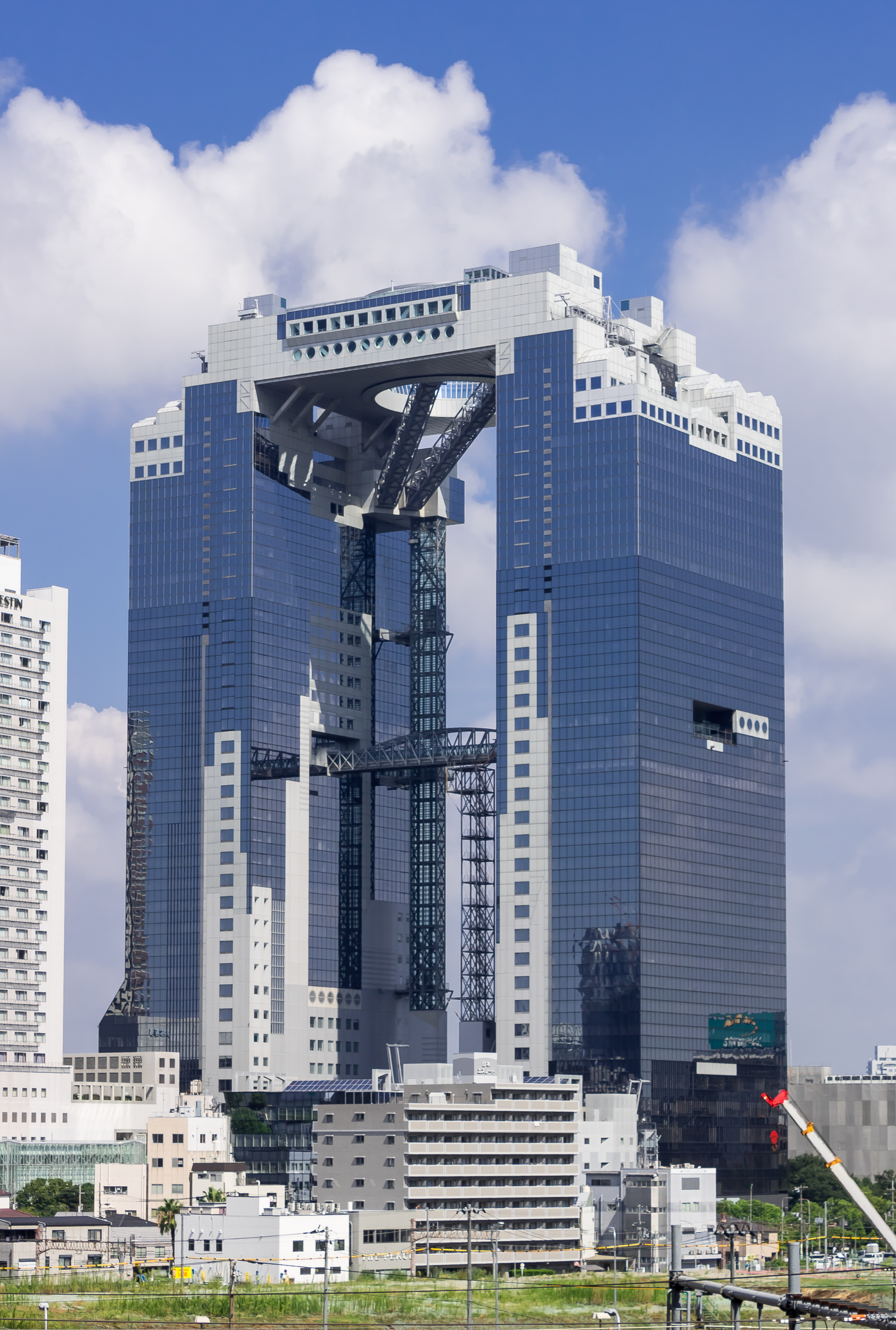
梅田スカイビル
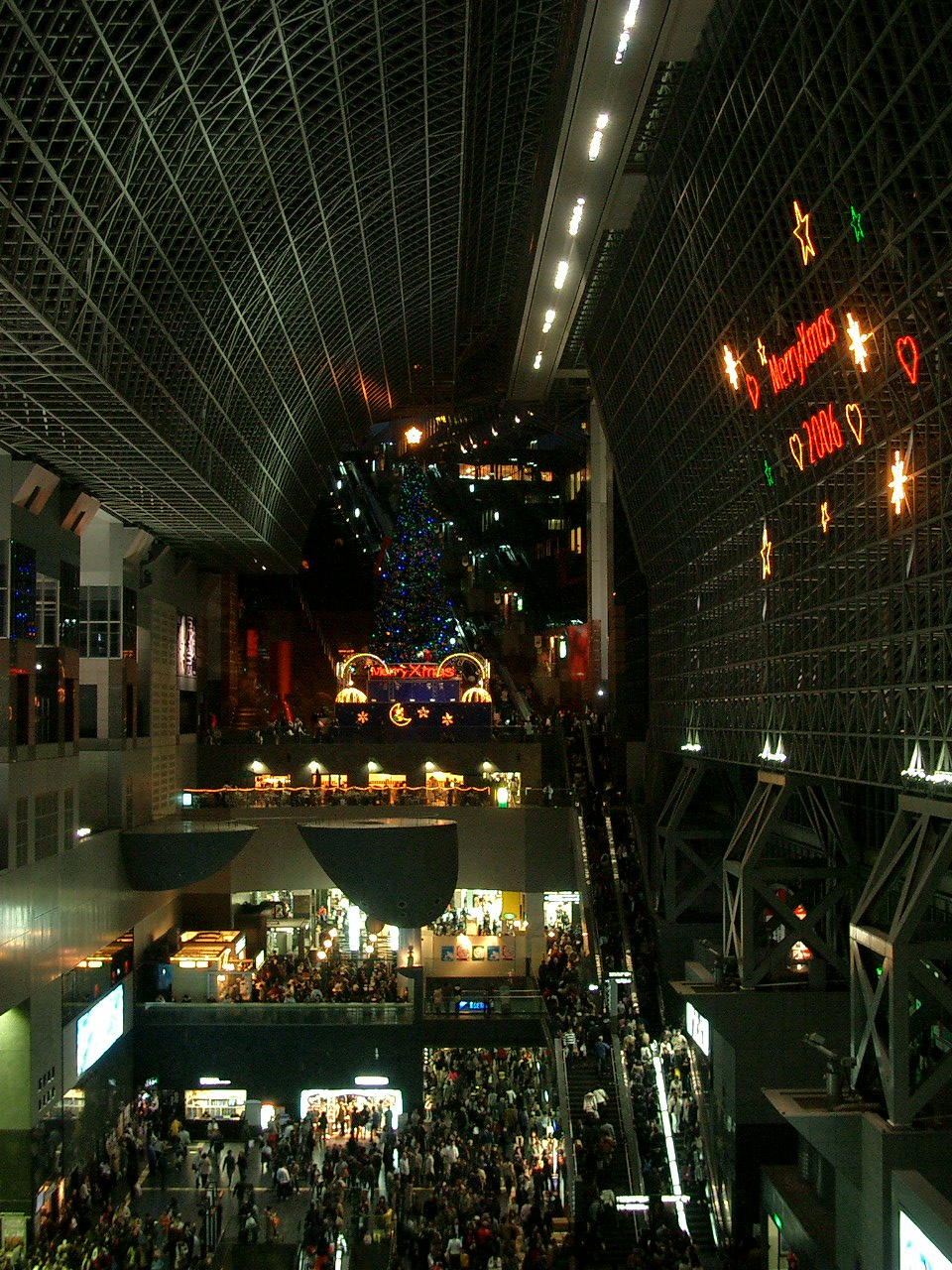
京都駅ビル
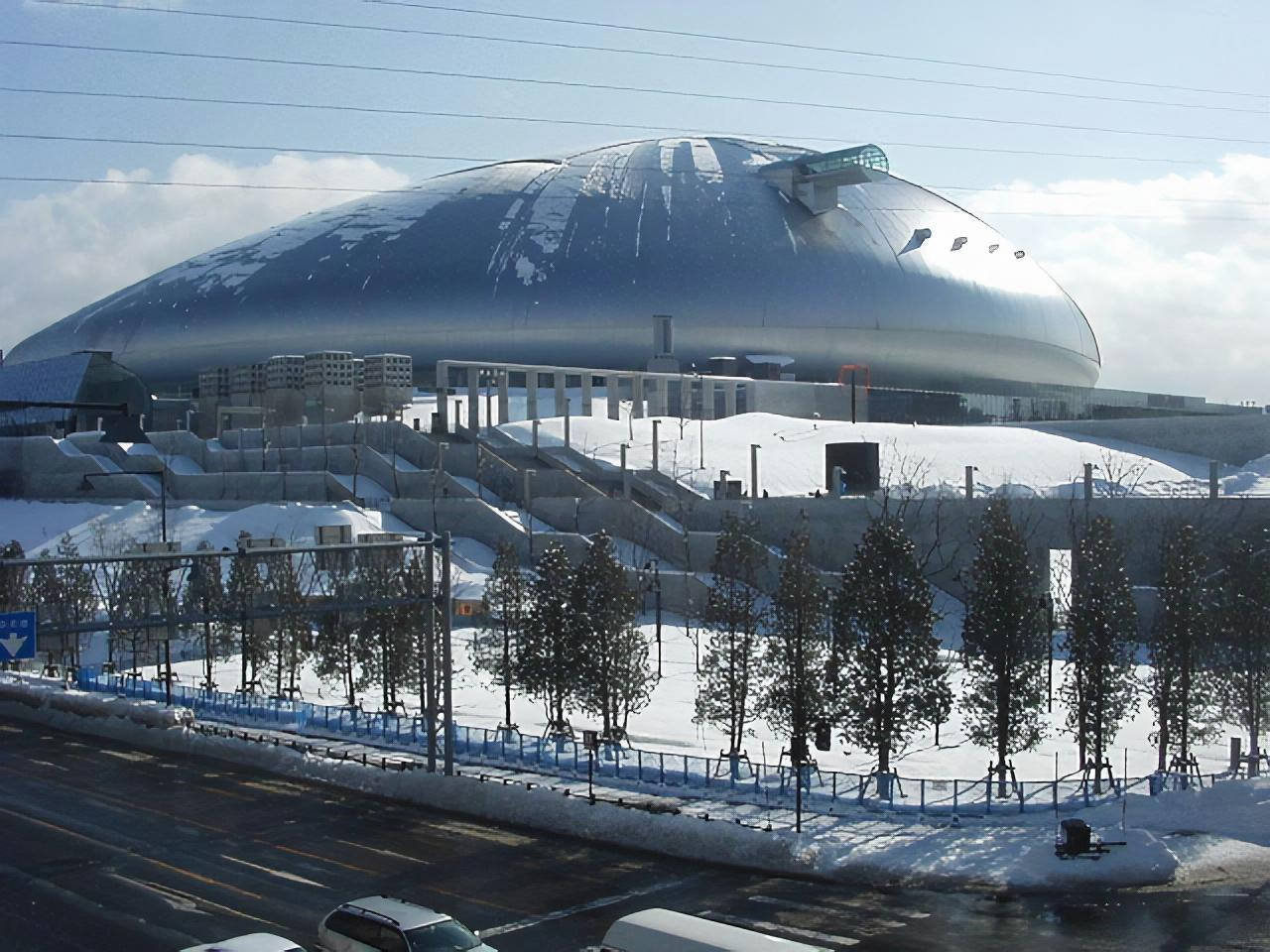
札幌ドーム
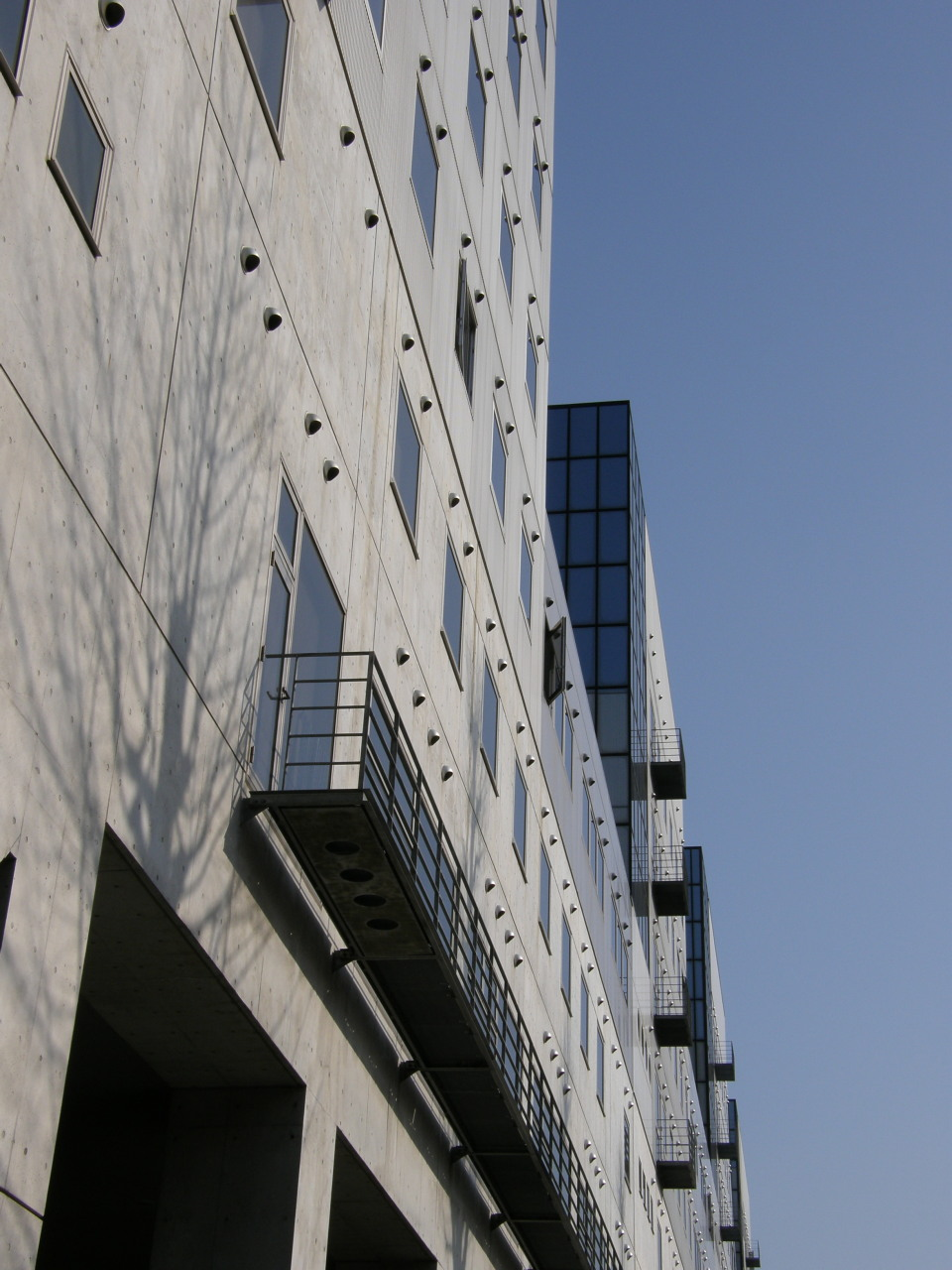
東京大学生産技術研究所（駒場IIキャンパス）
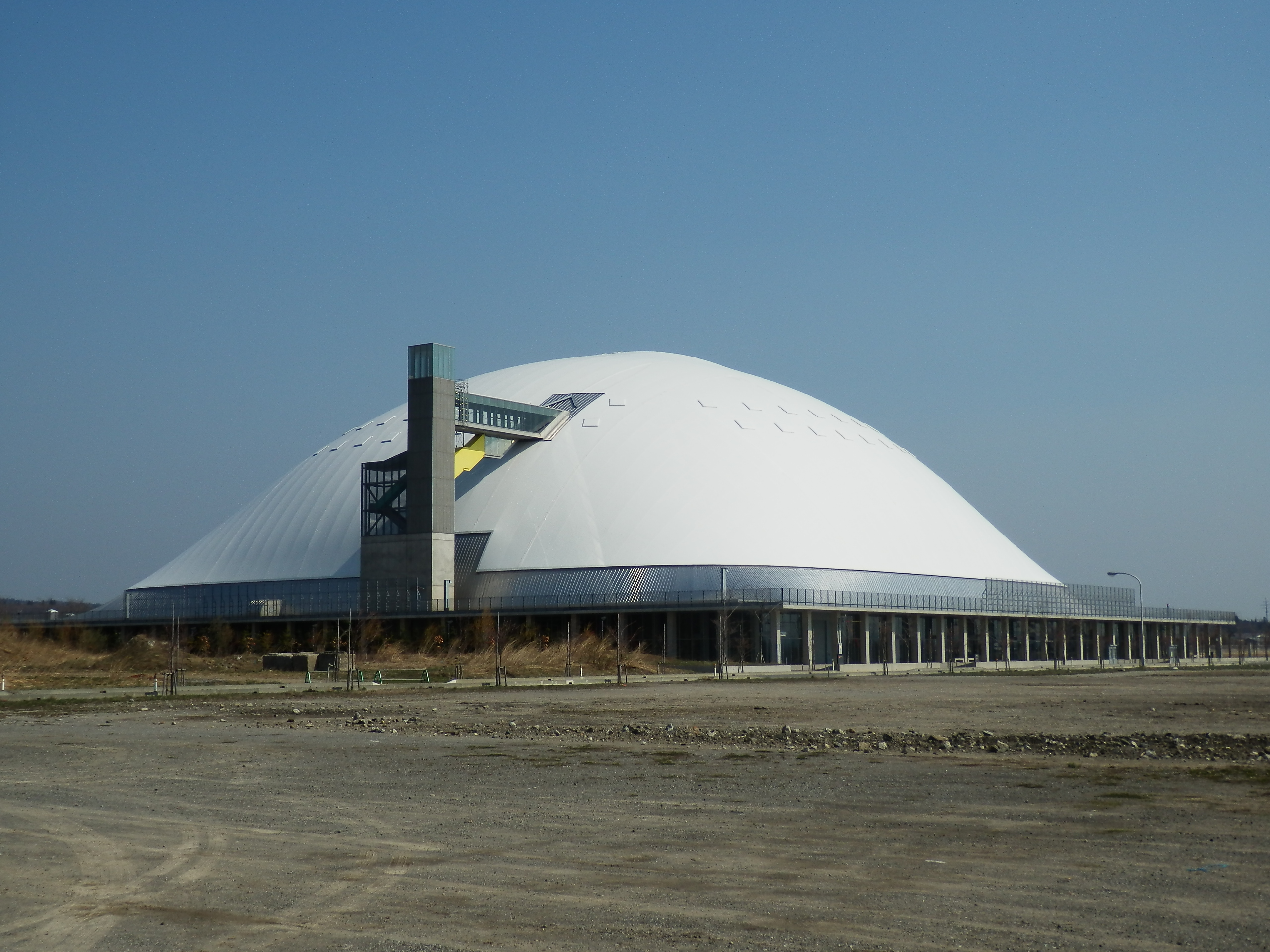
しもきた克雪ドーム
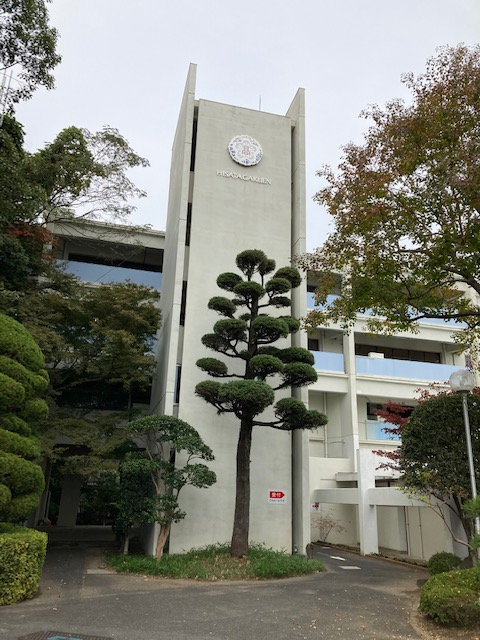
久田学園佐世保女子高等学校

## おもな都市構想
- 1967年 確立空間としての都市
- 1992年 未来都市500m×500m×500m
- 1995年 地球外都市

## 著作
- 『建築に何が可能か 建築と人間と』学芸書林、1967年
- 『空間＜機能から様相へ＞』岩波書店、1987年 のち現代文庫
- 『集落への旅』岩波新書、1987年
- 『住居に都市を埋蔵する ことばの発見』住まいの図書館出版局（住まい学大系30）、1990年
- 『集落の教え100』彰国社、1998年
- Essay 離散性について-連結可能性と分離可能性をめぐる小論 ギャラリー・間企画・編集 TOTO出版 2004.12
- Interview 「ディスクリート・シティ」と〈実験住宅ラテンアメリカ〉をめぐるディスクール ギャラリー・間企画・編集 TOTO出版 2004.12
- Document 実験住宅モンテビデオ ギャラリー・間企画・編集 TOTO出版 2004.12
- Drawings 実験住宅モンテビデオ ギャラリー・間企画・編集 TOTO出版 2004.12
- 『Hiroshi Hara』Wiley-Academy、2001年。
- Yet Hiroshi Hara TOTO出版 2009.12
- 『（復刻版）住居集合論I、II』鹿島出版会、2006年

## 共著
- 日本現代建築の展望 戦後建築20年史 浜口隆一,小能林宏城共著 新建築社 1966
- ヒト、空間を構想する 都市/住居論講義 黒井千次対話 朝日出版社 1985.11 Lecture books
- このとき，夜のはずれで，サイレンが鳴った吉見俊哉共著 岩波書店 2025

## 翻訳
- アルミニウム建築 パウル・ワイドリンガー編著 内田祥哉共訳 彰国社 1961
- ドイツの超高層建築 テュツセンハウス マルチン・ミッターク 鹿島研究所出版会 1965

## アトリエファイ・原研究室出身の建築家・建築理論家
- 山本理顕
- 宇野求
- 隈研吾
- 竹山聖
- 小嶋一浩
- 日色真帆
- 伊藤恭行
- 堀場弘
- 工藤和美
- 小泉雅生
- 藤井明 (建築理論家)
- 曲渕英邦
- 今井公太郎
- 太田浩史
- 南泰裕
- 岸本達也
- 槻橋修
- 山中新太郎
- 鈴木隆之
- 長坂大
- 本村佳久
- 遠藤克彦
- 浅野言朗